# Корджа
Корджа — река в России, протекает по Томской области. Устье реки находится в 6 км по правому берегу протоки Корджа реки Кеть. Длина реки составляет 57 км, площадь водосборного бассейна 575 км². Приток — Правая Корджа.

## Данные водного реестра
По данным государственного водного реестра России относится к Верхнеобскому бассейновому округу, водохозяйственный участок реки — Кеть, речной подбассейн реки — бассейн притоков (Верхней) Оби от Чулыма до Кети. Речной бассейн реки — (Верхняя) Обь до впадения Иртыша.
Код объекта в государственном водном реестре — 13010600112115200027856.